# Chanting
Chanting, Chanten (von engl. to chant = (ab)singen, rhythmisch rufen, engl. chant = (feierlicher) Gesang, Kirchenlied) im engeren Sinn bezeichnet das Singen von religiösen Liedern oder  Mantren als religiöse Praxis. Im weiteren Sinn ist Chanting das Singen einfacher Melodien, bzw. das melodische Sprechen von Texten – oft in Verbindung mit Körperbewegung, Trommeln oder auch Tanz – zum Beispiel als Teil von Therapien oder Wellness-Übungen.
Im Unterschied zum Singen z. B. in einem Kirchenchor geht es beim leistungsfreien Chanting nicht um musikalische Perfektion oder Kunst, sondern darum, durch länger andauerndes Wiederholen und die Konzentration auf den Chant und die Gruppe soziale, gesundheitsfördernde und transzendente Wirkungen zu entfalten. Stehen die gesundheitsfördernden Wirkungen im Vordergrund (z. B. Abbau von Stress, Senkung des Blutdrucks), wird Chanten oft auch als „Heilsingen“ bezeichnet. Einige Krankenhäuser und psychosomatische Kliniken bieten das Chanting als Therapieform an.
Verschiedene Formen des Chanting finden sich in vielen spirituellen Traditionen, zum Beispiel im Hinduismus, Buddhismus, Christentum, Judentum, Sufismus, Wicca und bei indigenen Völkern. Als religiöse Praxis bekannt ist es unter anderem bei den Anhängern der Hare-Krishna-Bewegung. Christliches Chanting findet sich beispielsweise im Umfeld von Taizé. Der „Rezitativgesang heiliger buddhistischer Texte in den Himalaya-Regionen Ladakh, Jammu und Kaschmir“ wurde  2012 in die UNESCO-Liste des immateriellen Kulturerbes der Menschheit aufgenommen.